# Haïthem Loucif
Haïthem Loucif, né le 8 juillet 1996 à Batna en Algérie, est un footballeur international algérien qui évolue au poste d'arrière droit à l'USM Alger.

## Biographie

### En club
Avec le club du Paradou AC, il inscrit deux buts en première division algérienne lors de la saison 2017-2018, puis un but dans ce même championnat en 2018-2019.
N'ayant jamais eu la confiance du coach principal Stéphane Moulin à Angers SCO, il quitte le club en janvier 2021 pour signer à l'USM Alger un contrat de deux ans et demi jusqu'à l'été 2023.
Le 16 août 2023, il signe au Yverdon-Sport qui évolue en Super League, il signé un contrat de trois ans. En février 2024, il est prêté jusqu’à la fin de la saison au Lausanne-Sport. En février 2025, il quitte le club suisse, Yverdon-Sport, à la suite de la résiliation de son contrat et retourne ainsi dans son pays, l'Algérie.

## Statistiques
| Saison                | Club                     | Championnat           | Championnat | Championnat | Championnat | Coupe nationale | Coupe nationale | Coupe nationale | Coupe de la Ligue | Coupe de la Ligue | Coupe de la Ligue | Compétition(s) continentale(s) | Compétition(s) continentale(s) | Compétition(s) continentale(s) | Compétition(s) continentale(s) | Algérie | Algérie | Algérie | Total | Total | Total |
| Saison                | Club                     | Division              | M.          | B.          | P.d.        | M.              | B.              | P.d.            | M.                | B.                | P.d.              | Comp.                          | M.                             | B.                             | P.d.                           | M.      | B.      | P.d.    | M.    | B.    | P.d.  |
| 2015-2016             | Paradou AC               | L2                    | 2           | 0           | 0           | -               | -               | -               | -                 | -                 | -                 | -                              | -                              | -                              | -                              | -       | -       | -       | 2     | 0     | 0     |
| 2017-2018             | Paradou AC               | Ligue 1               | 8           | 2           | 3           | 1               | 0               | 0               | -                 | -                 | -                 | -                              | -                              | -                              | -                              | -       | -       | -       | 9     | 2     | 3     |
| 2018-2019             | Paradou AC               | Ligue 1               | 28          | 1           | 3           | 5               | 2               | 0               | -                 | -                 | -                 | -                              | -                              | -                              | -                              | 2       | 0       | 0       | 35    | 3     | 3     |
| Sous-total            | Sous-total               | Sous-total            | 38          | 3           | 6           | 6               | 2               | 0               | -                 | -                 | -                 | -                              | -                              | -                              | -                              | 2       | 0       | 0       | 46    | 5     | 6     |
| 2020-2021             | USM Alger                | Ligue 1               | 6           | 0           | 0           | -               | -               | -               | 1                 | 0                 | 0                 | -                              | -                              | -                              | -                              | -       | -       | -       | 7     | 0     | 0     |
| 2021-2022             | USM Alger                | Ligue 1               | 22          | 0           | 0           | -               | -               | -               | -                 | -                 | -                 | -                              | -                              | -                              | -                              | -       | -       | -       | 22    | 0     | 0     |
| 2022-2023             | USM Alger                | Ligue 1               | 12          | 1           | 2           | -               | -               | -               | -                 | -                 | -                 | C2                             | 12                             | 0                              | 1                              | 1       | 0       | 0       | 25    | 1     | 3     |
| Sous-total            | Sous-total               | Sous-total            | 40          | 1           | 2           | -               | -               | -               | 1                 | 0                 | 0                 | -                              | 12                             | 0                              | 1                              | 1       | 0       | 0       | 54    | 1     | 3     |
| 2023-2024             | Yverdon-Sport FC         | Super League          | 16          | 0           | 3           | 1               | 0               | 0               | -                 | -                 | -                 | -                              | -                              | -                              | -                              | 0       | 0       | 0       | 17    | 0     | 3     |
| 2024-2025             | Yverdon-Sport FC         | Super League          | 4           | 0           | 0           | -               | -               | -               | -                 | -                 | -                 | -                              | -                              | -                              | -                              | -       | -       | -       | 4     | 0     | 0     |
| Sous-total            | Sous-total               | Sous-total            | 20          | 0           | 3           | 1               | 0               | 0               | -                 | -                 | -                 | -                              | -                              | -                              | -                              | 0       | 0       | 0       | 21    | 0     | 3     |
| 2023-2024             | FC Lausanne-Sport (prêt) | Super League          | 10          | 1           | 0           | -               | -               | -               | -                 | -                 | -                 | -                              | -                              | -                              | -                              | -       | -       | -       | 10    | 1     | 0     |
| 2024-2025             | USM Alger                | Ligue 1               | 3           | 0           | 0           | 2               | 0               | 2               | -                 | -                 | -                 | C2                             | 2                              | 0                              | 0                              | -       | -       | -       | 7     | 0     | 2     |
| Total sur la carrière | Total sur la carrière    | Total sur la carrière | 111         | 5           | 11          | 9               | 2               | 2               | 1                 | 0                 | 0                 | -                              | 14                             | 0                              | 1                              | 3       | 0       | 0       | 138   | 7     | 14    |

## En sélection nationale
| Saison                | Sélection             | Phases finales        | Phases finales | Phases finales | Phases finales | Éliminatoires CDM | Éliminatoires CDM | Éliminatoires CDM | Éliminatoires CAN | Éliminatoires CAN | Éliminatoires CAN | Matchs amicaux | Matchs amicaux | Matchs amicaux | Total | Total | Total |
| Saison                | Sélection             | Compétition           | M              | B              | Pd             | M                 | B                 | Pd                | M                 | B                 | Pd                | M              | B              | Pd             | M     | B     | Pd    |
| --------------------- | --------------------- | --------------------- | -------------- | -------------- | -------------- | ----------------- | ----------------- | ----------------- | ----------------- | ----------------- | ----------------- | -------------- | -------------- | -------------- | ----- | ----- | ----- |
| 2018-2019             | Algérie               | CAN 2019              | -              | -              | -              | -                 | -                 | -                 | 1                 | 0                 | 0                 | 1              | 0              | 0              | 2     | 0     | 0     |
| 2022-2023             | Algérie               | -                     | -              | -              | -              | -                 | -                 | -                 | 1                 | 0                 | 0                 | 0              | 0              | 0              | 1     | 0     | 0     |
| 2023-2024             | Algérie               | CAN 2023              | -              | -              | -              | -                 | -                 | -                 | 0                 | 0                 | 0                 | 0              | 0              | 0              | 0     | 0     | 0     |
| Total sur la carrière | Total sur la carrière | Total sur la carrière | -              | -              | -              | -                 | -                 | -                 | 2                 | 0                 | 0                 | 1              | 0              | 0              | 3     | 0     | 0     |

### Matchs internationaux
Le tableau suivant liste les rencontres de l'équipe d'Algérie dans lesquelles Haïthem Loucif a été sélectionné depuis le 27 décembre 2018 jusqu'à présent.

## Palmarès

### En club
- Vainqueur de la Coupe de la confédération CAF en 2023 avec l'USM Alger.